# Promachus titan
Promachus titan är en tvåvingeart som först beskrevs av Carrera 1959.  Promachus titan ingår i släktet Promachus och familjen rovflugor.
Artens utbredningsområde är Bolivia. Inga underarter finns listade i Catalogue of Life.